# Kala e Dodës
Kala e Dodës är en kommundel och tidigare kommun i Albanien.   Den ligger i Dibër prefektur i den norra delen av landet, 80 km nordost om huvudstaden Tirana.
Trakten runt Kala e Dodës består i huvudsak av gräsmarker.   Trakten runt Kala e Dodës är nära nog obefolkad, med mindre än två invånare per kvadratkilometer.